# Aatos Jaskari
Aatos Jaskari (Seinäjoki, Finlandia, 26 de abril de 1904-ídem, 16 de marzo de 1962) fue un deportista finlandés especialista en lucha libre olímpica donde llegó a ser medallista de bronce olímpico en Los Ángeles 1932.

## Carrera deportiva
En los Juegos Olímpicos de 1932 celebrados en Los Ángeles ganó la medalla de bronce en lucha libre olímpica estilo peso gallo, tras el estadounidense Robert Pearce (oro) y el húngaro Ödön Zombori (plata).